# Inspiraciencia
Inspiraciencia es un certamen de relatos de inspiración científica que, desde 2011, organiza el Consejo Superior de Investigaciones Científicas (CSIC) con la colaboración de la Fundación Española para la Ciencia y la Tecnología (FECYT) del Ministerio de Ciencia, Innovación y Universidades.
Los participantes en el concurso pueden presentar relatos, con un máximo de 800 palabras, en cualquiera de los cuatro idiomas oficiales en España (castellano, catalán, gallego o vasco) y en una de las dos categorías: joven (de 12 a 17 años) o adulto (a partir de 18 años). El concurso de 'Inspiraciencia' está impulsado por la Delegación del CSIC en Cataluña con la colaboración de numerosas personas y entidades. Y cuenta con el apoyo de la Vicepresidencia Adjunta de Cultura Científica del CSIC, de las delegaciones del CSIC en Andalucía, Aragón, Galicia, Islas Baleares, Madrid y Valencia, y de institutos de Cataluña, País Vasco, Extremadura, Galicia, Madrid e Islas Canarias. Desde la VI edición la entrega de premios de 'Inspiraciencia' se caracteriza por su carácter itinerante a lo largo de la geografía española.